# Landelijk Beraad Marokkanen
De stichting Het Landelijk Beraad Marokkanen (LBM) is een in 2010 opgerichte Nederlandse stichting. Voorzitter van de stichting is Mohamed Rabbae, secretaris-penningmeester is Brahim Bourzik. De stichting is formeel opgericht op 8 februari 2010 maar Rabbae gebruikte de naam reeds in 2008. Het LBM werd opgericht in reactie op de film Fitna en is een van de organisaties die naar de rechter is gestapt om de vervolging van Geert Wilders af te dwingen. Het LBM geeft aan tweehonderd organisaties te vertegenwoordigen, maar op de website van het Beraad zijn slechts 25 organisaties te vinden die de stichting "ondersteunen". Rabbae is oud-Kamerlid van GroenLinks terwijl Bourzik voor dezelfde partij lid was van de gemeenteraad van Rotterdam. Het LBM staat echter los van GroenLinks.
In processen tegen Geert Wilders worden het LBM en Nederland Bekent Kleur beide vertegenwoordigd door de advocaten Ties Prakken en Michiel Pestman.
Op 22 maart 2014 demonstreerde het LBM tegen de uitlatingen van Wilders over minder Marokkanen in Nederland tijdens de verkiezingsavond van 19 maart dat jaar.